# Mario Zanin (Erzbischof)

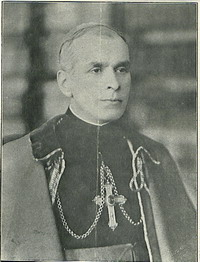

Mario Zanin (chinesisch 蔡寧; * 3. April 1890 in Feltre, Italien; † 4. August 1958 in Buenos Aires, Argentinien) war ein italienischer Geistlicher und vatikanischer Diplomat.
Zanin wurde 1913 zum Priester geweiht. Ab 1926 arbeitete er in der Propaganda Fide. 
Papst Pius XI. ernannte Zanin am 28. November 1933 zum Titularerzbischof von Traianopolis in Rhodope und Apostolischen Delegat in China. Pietro Fumasoni Biondi, Kardinalpräfekt der Propaganda Fide, weihte ihn am 7. Januar 1934 in Rom zum Bischof. Am selben Tag wurde er auch zum Apostolischen Administrator von Harbin.
1946 nahmen China und der Heilige Stuhl diplomatische Beziehungen auf. Antonio Riberi wurde zum ersten Apostolischen Nuntius in China ernannt und Zanin verließ China am 10. August 1946. Er wurde zum Offizial des Staatssekretariats ernannt. Am 21. März 1947 wurde er zum Apostolischen Nuntius in Chile und am 7. Februar 1953 in Argentinien ernannt.